# Attracco
Un attracco è una manovra navale utilizzata nella nautica, nella quale un'imbarcazione crea un collegamento fra essa ed un molo; grazie a tale manovra, la nave sta ferma anche se viene abbandonata e quindi l'equipaggio può scendere a terra.